# 埃斯帕达涅多
埃斯帕达涅多，是西班牙卡斯蒂利亚-莱昂萨莫拉省的一个市镇。 总面积77平方公里，总人口198人（2001年），人口密度3人/平方公里。